# 聖貝納迪諾縣
圣贝纳迪诺郡（英語：San Bernardino County）是美国加利福尼亚州東南部的一個縣，東鄰內華達州和亞利桑那州，東界科羅拉多河。面積52,073平方公里，是美國本土面積最大的縣（排除被稱為「自治市鎮」的阿拉斯加州次級行政區劃不計）。圣贝纳迪诺郡比美國九個面積最小的州份還要大，而且還要比美國面積最小的四個州份的面積加起來還要大。
根據2000年美國人口普查顯示，圣贝纳迪诺郡共有人口1,709,434人，而2010年人口普查則顯示其人口為2,035,210人。圣贝纳迪诺郡的縣治為聖貝納迪諾。圣贝纳迪诺郡設立於1853年，其縣名由來是為了紀念天主教聖人錫耶納的貝納迪諾。
聖伯那迪諾郡與隔鄰的河濱郡共同組成所謂的內陸帝國（Inland Empire，當地簡稱I.E.，華僑時稱「愛伊」），是一個位於南加州內陸地區、約有4百萬人口的都會區，也是南加第二大的都會區。

## 歷史

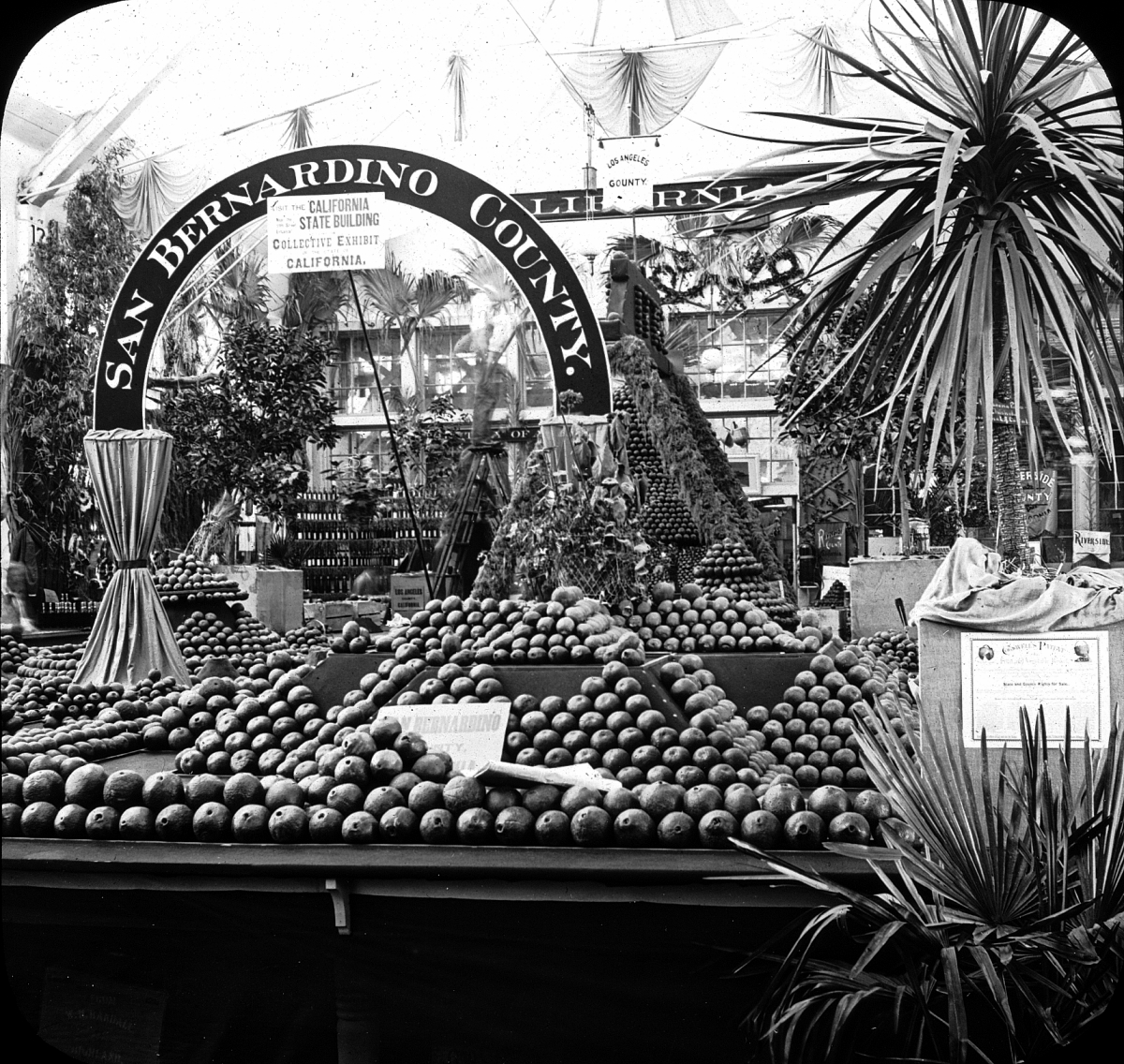
1893年芝加哥哥伦布纪念博览会中的地聖貝納迪諾縣园艺展

於1810年5月20日，弗朗西斯科·杜米茲神父 將這裡命名為「聖貝納迪諾」，全因該日是天主教聖人錫耶納的貝納迪諾的紀念日。
聖貝納迪諾縣成立於1853年，分離自洛杉矶县。於1893年，部份聖貝納迪諾縣的土地被割予里弗賽德縣。
一個位於南加州，為冰雪所覆盖的高峰亦擁有「聖貝納迪諾」這個名字，而這個名字則是由方济各会士起的，以紀念錫耶納的貝納迪諾，並且聖貝納迪諾山亦位於聖貝納迪諾縣內。

## 地理
聖貝納迪諾縣是內陸帝國的其中一部份。根據2000年人口普查，聖貝納迪諾縣的面積為20,105平方英里（52,070平方），其中有20,052平方英里（51,930平方），即99.7%為陸地；53平方英里（140平方），即3%為水域。
聖貝納迪諾縣的面積稍微比新泽西州、康涅狄格州、特拉华州和罗得岛州的總面積大，是美國本土面積最大的縣。聖貝納迪諾縣是南加州內唯一一個與兩個州（内华达州和亚利桑那州）相鄰的縣，並且是加州兩個與兩個州相鄰的縣之一（另外一個是加州的莫多克县，與俄勒冈州和内华达州相鄰）。

## 人口统计
| 调查年 | 人口      | 备注 | %±     |
| ------ | --------- | ---- | ------ |
| 1900   | 27,929    |      | —      |
| 1910   | 56,706    |      | 103.0% |
| 1920   | 73,401    |      | 29.4%  |
| 1930   | 133,900   |      | 82.4%  |
| 1940   | 161,108   |      | 20.3%  |
| 1950   | 281,642   |      | 74.8%  |
| 1960   | 503,591   |      | 78.8%  |
| 1970   | 684,072   |      | 35.8%  |
| 1980   | 895,016   |      | 30.8%  |
| 1990   | 1,418,380 |      | 58.5%  |
| 2000   | 1,709,434 |      | 20.5%  |
| 2010   | 2,035,210 |      | 19.1%  |

### 2010年
根據2010年人口普查，聖貝納迪諾縣擁有2,035,210居民。聖貝納迪諾縣的人口是由1,153,161（56.7%）白人、181,862（8.9%）黑人、22,689 （1.1%）原住民、128,603 （6.3%）亞洲人、6,870（0.3%）太平洋岛民、439,661（21.6%）其他種族和102,364（5.0%）混血构成。聖貝納迪諾縣總共擁有1,001,145（49.2%）西班牙裔和拉丁美洲人。

### 2000年
根據2000年人口普查，聖貝納迪諾縣擁有1,709,434居民、528,594住戶和404,374家庭。。其人口密度為每平方英里85居民（每平方公里33居民）。聖貝納迪諾縣擁有601,369間房屋单位，其密度為每平方英里30間（每平方公里12間）。聖貝納迪諾縣的人口是由58.9%白人、9.1%黑人、1.2%原住民、4.7%亞洲人、0.3%太平洋岛民、20.8%其他種族和5.0%混血构成。而西班牙裔或拉丁美洲人佔了人口39.2%。而在58.9%白人當中，有8.3%為德國人、5.5%英國人和5.1%愛爾蘭人。於1,709,434居民當中，有66.1%母語為英語、27.7%為西班牙語以及1.1%為他加祿語。
在528,594住户中，有43.7%擁有一個或以上的兒童（18歲以下）、55.8%為夫妻、14.8%為單親家庭、而有23.5%為非家庭。其中18.4%住户為獨居，6.6%為同居長者。平均每戶有3.2人，而平均每個家庭則有3.6人。在1,709,434居民中，有32.3%為18歲以下、10.3%為18至24歲、30.2%為25至44歲、18.7%為45至64歲以及8.6%為65歲以上。人口的年齡中位數為30歲，而每100個女性就有99.6個男性。每100個成年女性（18歲以上）就有97.2個成年男性。
在圣贝纳迪诺县的流浪者人数由2002年的5,270人增長至2007年的7,331人，於兩年間增加了39%。
聖貝納迪諾縣的住戶收入中位數為$42,066，而家庭收入中位數則為$46,574。男性的收入中位數為$37,025，而女性的收入中位數則為$27,993。聖貝納迪諾縣的人均收入為$16,856。約12.6%家庭和15.80%人口在貧窮線以下。

## 次級行政區
聖伯那迪諾郡下轄有24個建制（Incorporated）的郡轄市與許多未建制的鄉鎮等級社群，郡內也涵蓋有多個國家公園或國立保留區等的特殊地區。
建制市
| 自治体（市/镇）                                        | 成立年份 | 区域       | 人口（2018） |
| ------------------------------------------------------ | -------- | ---------- | ------------ |
| 阿德蘭托（Adelanto）                                   | 1970     | 胜利谷     | 34,160       |
| 蘋果谷（Apple Valley）                                 | 1988     | 胜利谷     | 73,508       |
| 巴斯托（Barstow）                                      | 1947     | 高漠       | 23,972       |
| 大熊湖（Big Bear Lake）                                | 1981     | 埃伊       | 5,281        |
| 奇諾（Chino）                                          | 1910     | 埃伊       | 91,583       |
| 奇諾崗／奇諾丘（Chino Hills）                          | 1991     | 埃伊       | 83,447       |
| 科爾頓（Colton）                                       | 1887     | 埃伊       | 54,741       |
| 方塔納（Fontana）                                      | 1952     | 埃伊       | 213,739      |
| 大露台（Grand Terrace）                                | 1978     | 埃伊       | 12,584       |
| 希斯皮里亞（Hesperia）                                 | 1988     | 胜利谷     | 95,274       |
| 海蘭／高地（Highland）                                 | 1987     | 埃伊       | 55,406       |
| 羅馬琳達（Loma Linda）                                 | 1970     | 埃伊       | 24,382       |
| 蒙特克萊爾／蒙克拉（Montclair）                        | 1956     | 埃伊       | 39,437       |
| 尼德爾斯（Needles）                                    | 1913     | 高漠       | 4,982        |
| 安大略／十道门／十个门（Ontario）                      | 1891     | 埃伊       | 181,107      |
| 蘭喬庫卡蒙格／庫卡蒙格牧場／牧場市（Rancho Cucamonga） | 1977     | 埃伊       | 177,751      |
| 雷德蘭茲／雷德蘭斯／赤地（Redlands）                   | 1888     | 埃伊       | 71,586       |
| 里亞托（Rialto）                                       | 1911     | 埃伊       | 103,440      |
| 聖貝納迪諾（San Bernardino）                           | 1854     | 埃伊       | 215,941      |
| 二十九棕櫚村／廿九棕榈村（Twentynine Palms）           | 1987     | 莫伦戈盆地 | 26,418       |
| 阿普蘭／上地（Upland）                                 | 1906     | 埃伊       | 77,000       |
| 維克多維爾／胜利城（Victorville）                      | 1962     | 胜利谷     | 122,312      |
| 尤卡帕（Yucaipa）                                      | 1989     | 埃伊       | 53,682       |
| 絲蘭谷（Yucca Valley）                                 | 1991     | 莫伦戈盆地 | 21,726       |